# Lois McMaster Bujold
Lois McMaster Bujold (Columbus, Ohio, 2. studenog 1949.) je američka spisateljica znanstvene fantastike i fantastike.
Bujold je rastavljena i ima dvoje odrasle djece, a trenutačno živi u Minneapolisu.

## Sami počeci
Lois je kći Roberta Charlesa McMastera koji je potaknuo njezinu početnu zainteresiranost u SF, kao i pojedine stavove u Vorkosigan sagi. Cijeli život je strastveni čitatelj, sama priznaje kako je već u devetoj godini počela čitati znanstvenu fantastiku, a kasnije i druge žanrove. Ozbiljno se počela baviti pisanjem tek kasnije u životu, pod utjecajem iskustva svoje prijateljice iz djetinjstva.
Napisala je tri knjige (Krhotine časti, Ethan od Atosa i Pripravnik za ratnika) prije nego što je Pripravnik za ratnika bio prihvaćen nakon četiri odbijanja. Nakon što je ta knjiga ostvarila zapažen uspjeh kod čitatelja, Baen Books je pristao objaviti i druge dvije novele koje je ranije napisala. Tako je i započela Bujoldina karijera u znanstvenoj fantastici.
Također se željela dokazati i na području fantastike, ali se rano susrela s preprekama. Njezin prvi proboj u žanr fantastike bio je s knjigom Prsten duša (The Spirit Ring). Napisala je knjigu "po narudžbi", pokušavala ju je prodati uokolo i naišla je na veoma niske ponude, što ju je prisililo da se vrati Baen Booksu, gdje je Jim Baen otkupio Prsten duša za poštenu cijenu u zamjenu za obećanje da će napisati još knjiga o Vorkosiganima. Bujold je to smatrala dobrim iskustvom, zajedno s osrednjom prodajom knjige kao i manjkom odobravanja od strane kritičara.
Gotovo čitavo sljedeće desetljeće neće se pokušati probiti na žanru fantastike, sve do knjige Prokletstvo Caliona (The Curse of Chalion). I ovu knjigu baš kao i Prsten duša napisala je "po narudžbi" i ponudila ju je na dražbi knjiga. Ali ovaj put, naišla je na znatan kritički i prodajni uspjeh, priključivši se na prijelazno tržište fantastike i romantičnog žanra.

## Književna ostvarenja i nagrade
Bujold je jedna od najpriznatijih spisateljica na svojem području, jer je osvojila prestižnu nagradu Hugo za najbolju novelu četiri puta, podjednako kao i Robert A. Heinlein prije nje. Ples zrcala je istovremeno 1995. godine osvojio Hugo i Locus. Ostali romani iz serijala o Milesu Vorkosiganu redovito su dobivali nominacije za nagrade Hugo i Nebula. Na području Fantastikae, s Prokletstvom Chaliona osvojila je Mythopoeic Award for Adult Literature  i bila je nominirana za World Fantasy Award u 2002. godini četvrtu nagradu Hugo i drugu nagradu Nebula dobila je za svoju novelu Paladin duša.
Najpoznatija je po svojoj seriji novela o Milesu Vorkosiganu, tjelesno osakaćenom međuzvjezdanom špijunu i admiralu plaćenika s planeta Barrayara, radnja se odvija nekih otprilike 1000 godina u budućnosti. U toj seriji prikazana je Bujoldina vještina korištenja različitih žanrova i pod-žanrova znanstvene fantastike. Raniji se naslovi općenito mogu svrstati među djela svemirske opere u kojima ne nedostaje bitaka, urota i nevjerojatnih obrta, dok u novijim svescima Miles postaje više detektivom. U Građanskoj dužnosti, Bujold istražuje jedan drugi žanr - visoko klasnu ljubav sa zapletom koji odaje počast romantičnim novelama Georgette Heyer (kao što je potvrdila u svojoj posveti). U središtu katastrofalne večere, s dosta nesporazuma i dijaloga koji opravdavaju podnaslov knjige "Komedija biologije i ponašanja". Njezin psihološki uvid u situaciju i stvaranje složenih likova posebno je cijenjen od strane mnogih čitatelja.
Postoji znatan broj rasprava između čitatelja oko toga koji je najbolji redosljed za čitanje sage o obitelji Vorkosigan. Neki smatraju da je bolje čitati prema redosljedu kojim su djela objavljena, drugi prema samoj kronologiji djela ili prema nekom drugom redosljedu. To ocrtava široko prihvaćeno mišljenje da se ova serija sastoji od skupine samostalnih djela koja se mogu čitati i kao samostalne cjeline.
Autorica se izjasnila da je njezina serija o Milesu Naismithu Vorkosiganu oblikovana prema knjigama Horatia Hornblowera u kojima se prikazuje život samo jedne osobe. Po temama koje obrađuje, također odražava rad Dorothy L. Sayer i njezinog tajanstvenog lika lorda Petera Wimsleya. Bujold je također ustvrdila da je dio izazova u pisanju serijala u tome što će se mnogi čitatelji susresti s pričama "potpuno slučajnim redosljedom", tako da mora pružiti dovoljno pozadine u svakoj knjizi bez pretjeranog ponavljanja. U najnovijim izdanjima njezinih priča o Vorkosiganu na kraju je pridodan i dodatak u kojem je sažeta unutarnja kronologija serijala.

## Djela

### Znanstvena fantastika
Saga o obitelji Vorkosigan
Popisana po kronološkom redu:
- Snotkalčeva nedoumica (radnja je smještena u Vorkosigan svemiru, ali davno prije radnji iz ostalih knjiga) (1995)
- Slobodni pad (radnja se odvija otprilike 200 godina prije Milesovog rođenja) (1988) -- nagrada Nebula
- Krhotine časti (radnja se odvija otprilike godinu dana prije Milesovog rođenja) (1986)
- Barrayar (1991) -- nagrada Hugo
- Pripravnik za ratnika (Milesu je 17 godina) (1986)
- Planine korote (Milesu je 20 godina) (1989) (priča je uvrštena u "Granice vječnosti") -- nagrada Hugo, nagrada Nebula.
- Vorska igra (1990) -- nagrada Hugo
- Cetaganda (1995)
- Ethan od Athosa (Milesu su 23 godine, spominje se ali se zapravo ne pojavljuje u ovoj noveli) (1986)
- Labirint (1989) (priča je uvrštena u "Granice vječnosti")
- Granice vječnosti - kratka priča (1987) (priča je uvrštena u "Granice vječnosti")
- Granice vječnosti (Milesu je 25 godina) (1989) (zbir tri novele, "Planine korote", "Labirint" i "Granice vječnost - kratka priča", koje povezuje zajedno zasebna priča a koja se kronološki odvija malo nakon radnje iz "Braća po oružju")
- Braća po oružju (1989)
- Ples zrcala (MIlesu je 28 godina) (1994) -- nagrada Hugo
- Pamćenje (1996)
- Komarr (Milesu je 30 godina) (1998)
- Građanska dužnost (2000)
- Zimoslavni darovi (izdana 2002. u Hrvatskoj i Rusiji, a 2004. u Engleskoj)
- Diplomatski imunitet (Milesu su 32 godine) (2002)

Skupni svesci:
- Cordeliina čast (obuhvaća - Krhotine časti i Barrayar)
- Mladi Miles (obuhvaća - Pripravnik za ratnika, Planine korote i Vorska igra)
- Miles, misterija i pustošenje (obuhvaća - Cetaganda, Ethan od Athosa, Labirint)
- Milesove pustolovine (obuhvaća - Granice vječnosti, Braća po oružju, Ples zrcala)
- Miles, mutanti i mikrobi (obuhvaća - Slobodni pad, Diplomatski imunitet, Labirint)
- Zaljubljeni Miles (predstoji 2008; obuhvaća - Komarr, Građanska dužnost, Zimoslavni darovi)
- Vorkosiganove igre (izdano; obuhvaća - Vorska igra, Planine korote, Labirint i Granice vječnosti)

### Fantastika
- Prsten duša (1993)

Svemir Chaliona: 
- Prokletstvo Chaliona (2001) -- Mythopoeic Fantasy Award for Adult Literature
- Paladin duša (2003) (nastavak Prokletstva Chaliona) -- nagrada Hugo, nagrada Nebula
- Posvećeni lov (2005)

Nož dijeljenja: 
- Obmana (2006)
- Baština (2007)
- Passage (predstoji 2008)

## Vanjske poveznice
- ukratko o pustolovinama Milesa Vorkosigana  Arhivirana inačica izvorne stranice od 2. prosinca 2007. (Wayback Machine)
- The Bujold Nexus  službene stranice Lois McMaster Bujold, stranice na engleskom jeziku